# Løjt Kirkeby
Løjt Kirkeby ist eine Kleinstadt auf der Halbinsel Løjt Land mit 2357 Einwohnern (1. Januar 2023) im Nordosten der süddänischen Aabenraa Kommune und Hauptort des Løjt Sogn. Løjt Kirkeby liegt (Luftlinie) etwa 6 km nordnordöstlich von Aabenraa, 7 km nordöstlich von Rødekro und 18 km südlich von Haderslev. Obwohl die Stadt nur ca. 5 km von der Ostsee entfernt ist, liegt sie aufgrund der sehr hügeligen Landschaft auf teilweise mehr als 60 Metern über dem Meeresspiegel.

## Sehenswürdigkeiten
Im Zentrum von Løjt Kirkeby befindet sich die ungefähr 900 Jahre alte Løjt Kirke.
Es gibt im Ort nahe dem Gemeindehaus zwei Wiedervereinigungssteine (Genforeningssten) von 1920 und 1936, die an die Wiedervereinigung Nordschleswigs mit Dänemark 1920 erinnern.
Außerdem gibt es ca. 2 km nördlich der Stadt eine Wassermühle, die zweimal im 17. Jh. niederbrannte und 1945 das letzte Mal Getreide mahlte. Heute befindet sich in der Mühle ein kleines Museum.

## Bildergalerie

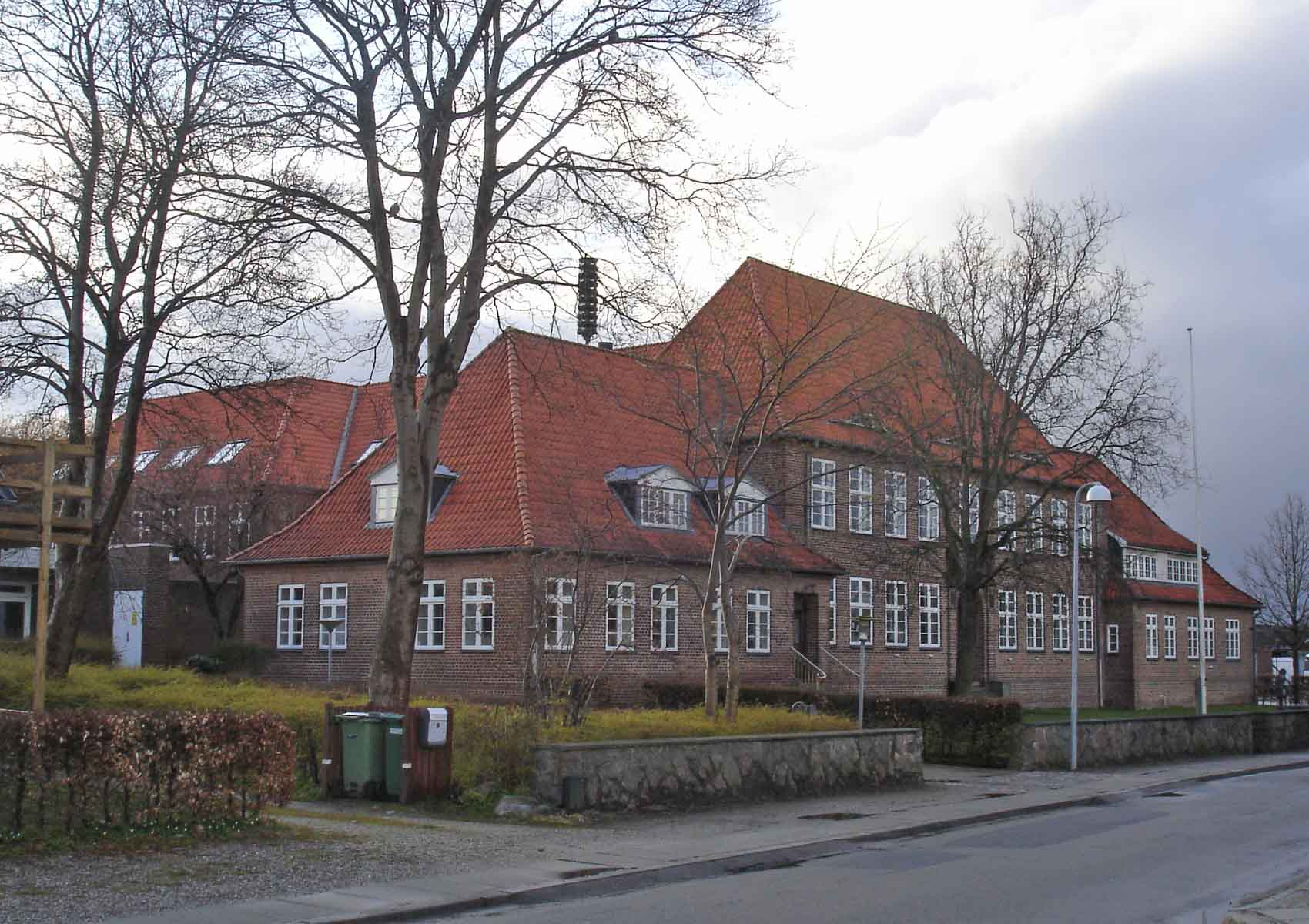
Die Løjt Kirkeby Skole
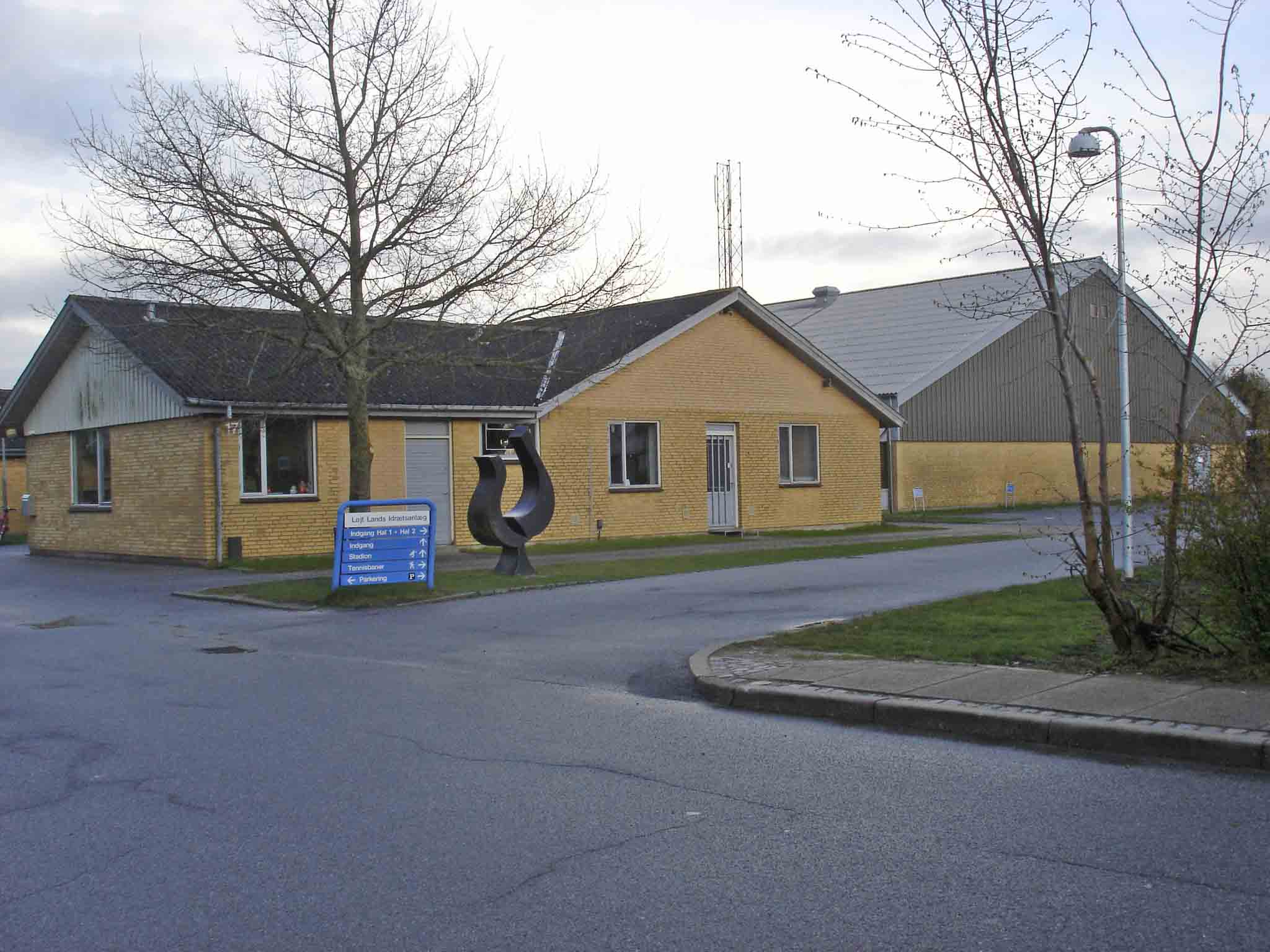
Die Løjt Lands Idrætsanlæg (Løjt Land Sportanlage)
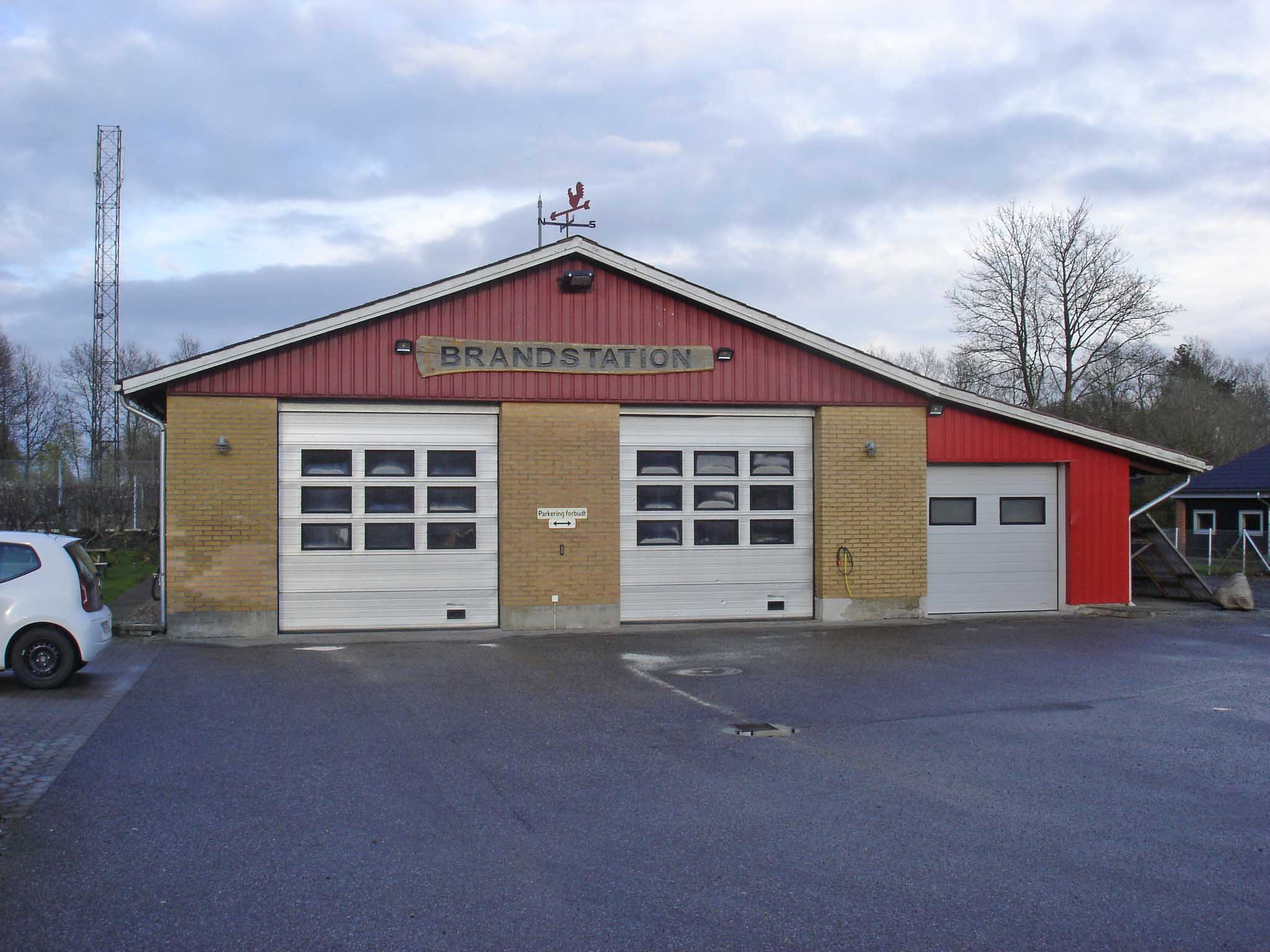
Die Løjt Kirkeby Brandstation
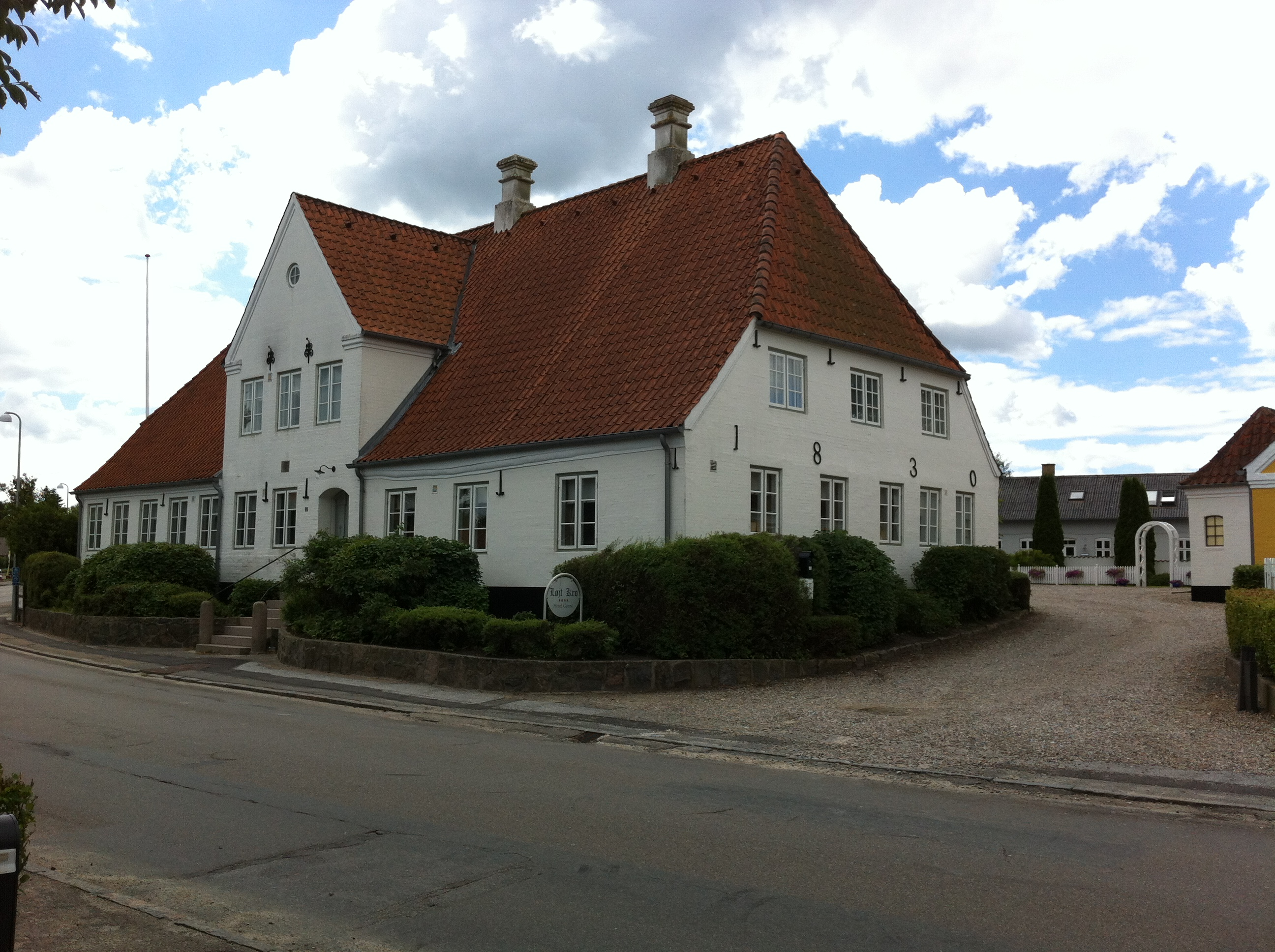
Der Løjt Kro

## Söhne und Töchter der Stadt
- Marcus Lauesen (1907–1975), Schriftsteller
- Jens Gotthelf (* 1968), Schauspieler
- Tine Gotthelf (* 1968), Schauspielerin